# Trasowanie przestrzenne
Trasowanie przestrzenne - proces technologiczny stosowany najczęściej w obróbce materiałów, który polega na wyznaczaniu określonych linii na powierzchni danych brył. Przed przystąpieniem do tego trasowania sprawdza się stan przedmiotów przewidzianych do trasowania, a następnie nakłada się farbę traserską w celu lepszego widoku nałożonych następnie linii. 
Narzędzia oraz przyrządy stosowane w trasowaniu przestrzennym:
- płyta traserska
- znaczniki słupkowe
- przymiary kreskowe
- skrzynki traserskie
- podstawki traserskie

Metody trasowania przestrzennego odbywają się na zasadzie:
- obrotu obrabianego przedmiotu
- kątownika
- skrzynek traserskich

Występujące w trasowaniu przestrzennym czynniki to:
- wybór określonej bazy
- ustawienie przedmiotu na płycie traserskiej
- kreślenie rys traserskich na obrabianym przedmiocie